# Kenzo Ohashi
Kenzo Ohashi (japonès: 大橋謙三)  (Hiroshima, 21 d'abril de 1934 - Japó, 21 de desembre de 2015) fou un futbolista i entrenador japonès.

## Selecció japonesa
Kenzo Ohashi va disputar 1 partit amb la selecció japonesa.